# Карл Леле
Карл Леле (нім. Carl Lehle, 2 грудня 1872 — 18 вересня 1939) — німецький академічний веслувальник.
Бронзовий призер Олімпійських Ігор 1900 року в складі розпашної четвірки зі стерновим B.